# Lohrerstraße
Lohrerstraße ist ein Gemeindeteil der Gemeinde Neuhütten im unterfränkischen Landkreis Main-Spessart in Bayern. Lohrerstraße liegt in der Gemarkung Forst Lohrerstraße.

## Geografie
Die Siedlung ist allseits von Wald umgeben. Unmittelbar nördlich entspringt der Äußere Bach. Im Tal des Äußeren Bachs verläuft die Kreisstraße MSP 21 nach Neuhütten zur Staatsstraße 2317 (4,7 km nordwestlich) bzw. zur Bundesstraße 26 beim Bischbornerhof (0,2 km südlich).

## Geschichte
Mit dem Gemeindeedikt (frühes 19. Jahrhundert) wurde Lohrerstraße der neu gebildeten Ruralgemeinde Neuhütten zugewiesen, der es bis heute angehört.